# Papanasam
Papanasam is een panchayatdorp in het district Thanjavur van de Indiase staat Tamil Nadu. 

## Demografie
Volgens de Indiase volkstelling van 2001 wonen er 16.397 mensen in Papanasam, waarvan 50% mannelijk en 50% vrouwelijk is. De plaats heeft een alfabetiseringsgraad van 76%. 

## Geboren in Papanasam
- Sri Sri Ravi Shankar (1956), spiritueel leider